# Botryonopa daiacca
Botryonopa daiacca là một loài bọ cánh cứng trong họ Chrysomelidae. Loài này được Würmli miêu tả khoa học năm 1976.